# Pama Records
Pama je britanska diskografska kuća. Djelovala je 1960-ih i 1970ih. Početno se usredotočila na soul glazbu. Kasnije je postala jednim od glavnih uporišta reggaea u Ujedinjenom Kraljevstvu.

## Povijest
Osnovalo ju je troje braće Palmera - Harry, Jeff i Carl. U početku su se usmjerili na soul, a kasnije su se usredotočili na jamajčansku glazbu, izdavajući rocksteady singlice od 1967.
Većinu izdanja ove kuće su licencirali jamajčanski producenti kao što su Clancy Eccles, Alton Ellis, Bunny Lee i Lee Scratch Perry, iako su često izdavali glazbu lokalnih talenata kao što su Junior English i Delroy Washington. Derrick Morgan je postao jednim od najvećih Paminih zvijezda. Imao je uspješnicu u V. Britaniji "Moon Hop". Pamin najveći uspjeh je bio sa skladbom Maxa Romea "Wet Dream", koja je dosegla 10. mjesto na britanskoj top-ljestvici, unatoč tome što se se vrlo malo emitirala na radiju, djelimice i zbog rizičnih stihova. Prodana je u više od 250 tisuća primjeraka.
Rivalstvo između Pame i njenog glavnog konkurenta za reggae u Uj. Kraljevstu, Trojan Records je bilo jasno, a Trojan Recordsova Tighten Up serija kompilacija i Pamina serija sličnog naziva Straighten Up su išle jedna uz drugu. Rivalstvo je potpirilo što je Bunny Lee jednom dao licenciju za "Seven Letters" Derricka Morgana objema diskografskim kućama.
Pama je uvela i nekoliko podetiketa koje su obično bila u svezi s određenim producentom, kao što su Pama Supreme, Supreme, Crab, Bullet, Gas, Nu Beat/New Beat (Laurel Aitken), Success (Rupie Edwards), Camel, Escort, Unity (Bunny Lee), i Punch (Lee "Scratch" Perry).
Pama je izdala brojne reggae albume, ali i nekoliko ne-reggae albuma, kao što su Butlins Red Coat Review i album u spomen na investituru princa od Walesa.